# Giro di Croazia
Il Giro di Croazia (in inglese Tour of Croatia) è una corsa a tappe maschile di ciclismo su strada che si svolge annualmente in Croazia.
Nata nel 2000, dal 2015 fa parte del circuito UCI Europe Tour come prova di classe 2.1 (fu prova di classe 2.2 nella sola edizione 2007).

## Albo d'oro
Aggiornato all'edizione 2024.
| Anno      | Vincitore                             | Secondo                               | Terzo                                 |
| --------- | ------------------------------------- | ------------------------------------- | ------------------------------------- |
| 2000      | Martin Derganc                        | Igor Kranjec                          | Vladimir Miholjević                   |
| 2001      | Simone Mori                           | Michael Rasmussen                     | Hrvoje Miholjević                     |
| 2002-2006 | non disputato                         | non disputato                         | non disputato                         |
| 2007      | Radoslav Rogina                       | Matej Stare                           | Mitja Mahorič                         |
| 2008-2014 | non disputato                         | non disputato                         | non disputato                         |
| 2015      | Maciej Paterski                       | Primož Roglič                         | Sylwester Szmyd                       |
| 2016      | Matija Kvasina                        | Jesper Hansen                         | Víctor de la Parte                    |
| 2017      | Vincenzo Nibali                       | Jaime Rosón                           | Jan Hirt                              |
| 2018      | Kanstancin Siŭcoŭ                     | Pieter Weening                        | Evgenij Gidič                         |
| 2019      | Adam Yates                            | Davide Villella                       | Víctor de la Parte                    |
| 2020      | annullata per la Pandemia di COVID-19 | annullata per la Pandemia di COVID-19 | annullata per la Pandemia di COVID-19 |
| 2021      | Stephen Williams                      | Markus Hoelgaard                      | Mick van Dijke                        |
| 2022      | Matej Mohorič                         | Jonas Vingegaard                      | Oscar Onley                           |
| 2023      | Orluis Aular                          | Alexander Kristoff                    | Ethan Hayter                          |
| 2024      | Brandon McNulty                       | Tobias Lund Andresen                  | Fred Wright                           |